# Hans-Joachim Otto (Politiker)

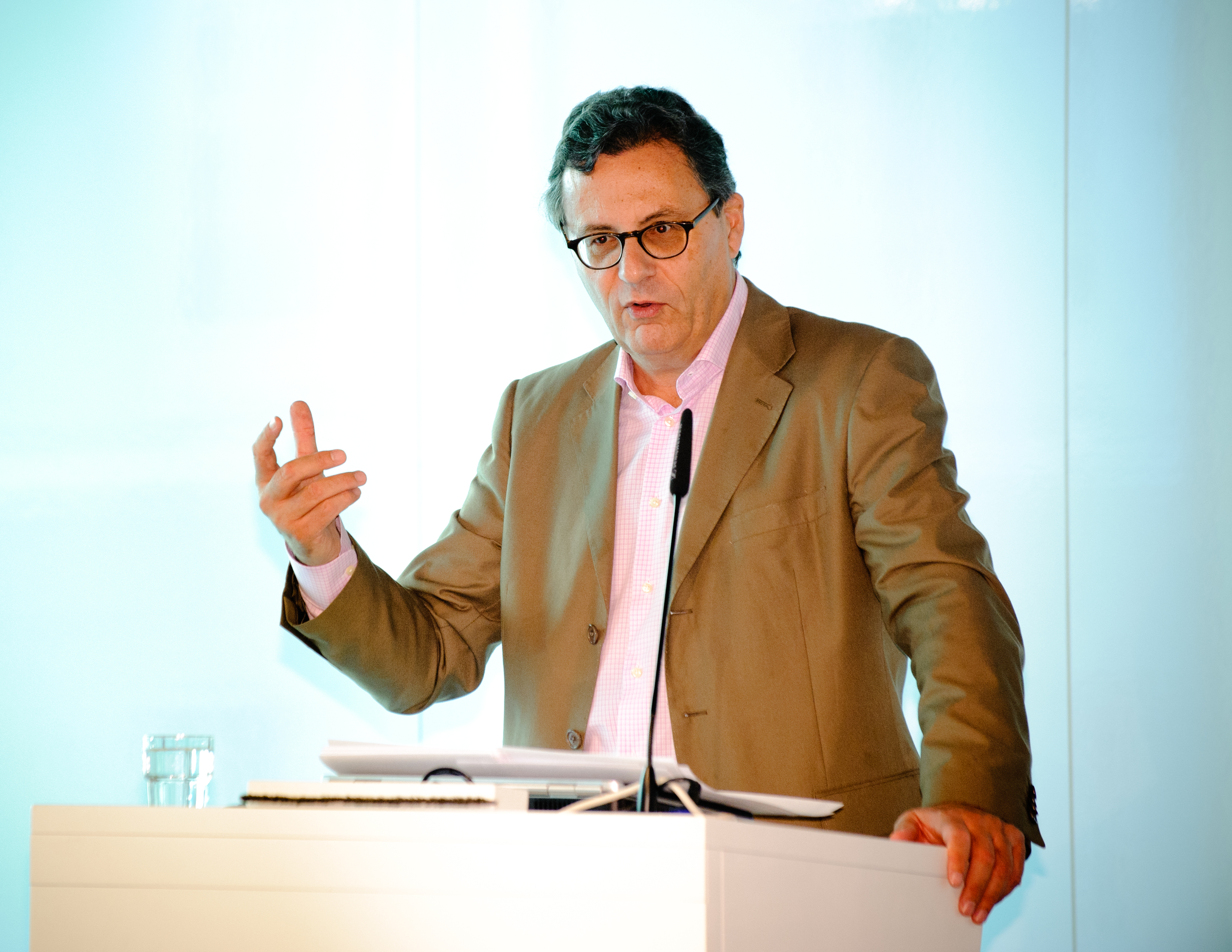
Hans-Joachim Otto im Oktober 2010

Hans-Joachim Otto (* 30. Oktober 1952 in Heidelberg) ist ein ehemaliger deutscher Politiker (FDP). Von 2009 bis 2013 war er Parlamentarischer Staatssekretär beim Bundesminister für Wirtschaft und Technologie und war von 2005 bis 2009 Vorsitzender des Ausschusses für Kultur und Medien des Deutschen Bundestages. Von 2009 bis Dezember 2013 war er Maritimer Koordinator.

## Leben und Beruf
Nach dem Abitur 1971 am Kurfürst-Friedrich-Gymnasium Heidelberg absolvierte Otto ein Studium der Rechtswissenschaft und der Wirtschaftswissenschaften in München, Heidelberg und Frankfurt am Main, welches er 1977 mit dem ersten juristischen Staatsexamen beendete. Das anschließende Referendariat beendete er 1980 mit dem zweiten Staatsexamen und war anschließend als wissenschaftlicher Assistent an der Johann Wolfgang Goethe-Universität Frankfurt am Main tätig. Seit 1984 ist Otto Partner in einer Rechtsanwaltssozietät in Frankfurt am Main, seit 2016 in der Wirtschaftskanzlei GSK Stockmann. 2000 wurde er zum Notar berufen. Im Jahr 2021 wechselte er als Partner zur Wirtschaftskanzlei Oppenhoff.

## Partei

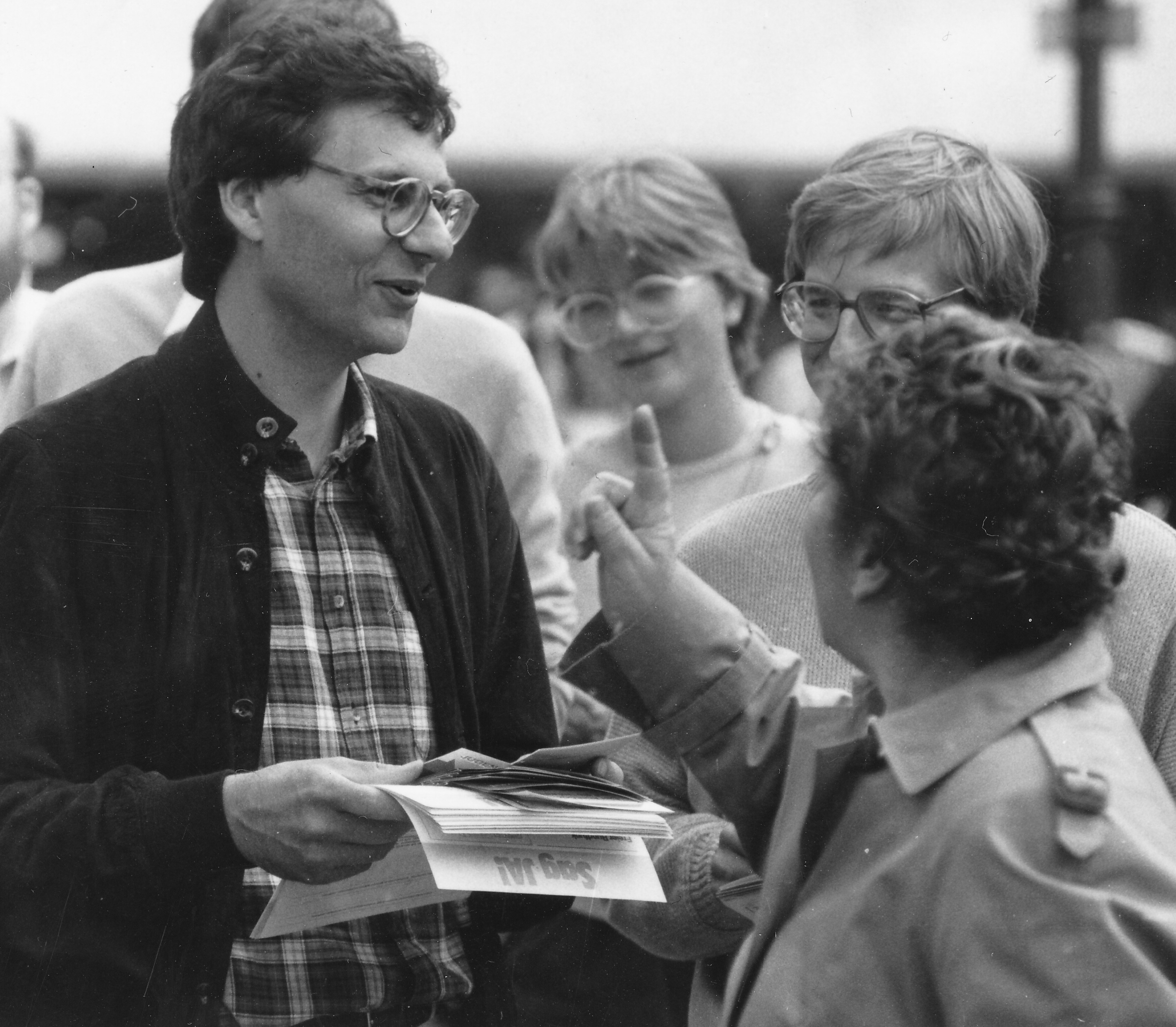
Hans-Joachim Otto, Anfang der 80er Jahre als Bundesvorsitzender der JuLis

Otto wurde 1977 Mitglied der FDP. Er zählt zu den Mitbegründern der Jungen Liberalen und wurde auf deren 1. Bundeskongress am 1. und 2. November 1980 in Bad Godesberg zum ersten Bundesvorsitzenden gewählt. Otto war JuLi-Bundesvorsitzender bis 1983, als die Jungen Liberalen auch offiziell als neue Jugendorganisation der FDP anstelle der Jungdemokraten anerkannt wurden. Er gehörte von 1982 bis 1988, von 1990 bis 1995 und von 2005 bis 2019 dem FDP-Bundesvorstand an. Auf dem Bundesparteitag 1988 hätte er zum Generalsekretär der FDP gewählt werden sollen, wenn Irmgard Adam-Schwaetzer zur Bundesvorsitzenden gewählt worden wäre. Von 1987 bis 2013 gehörte er dem FDP-Landesvorstand in Hessen an. Seit 1992 ist er Vorsitzender der Bundesmedienkommission bzw. des Bundesfachausschusses Medien, Internet und digitale Agenda der FDP. Von 1986 bis 1990 war er Mitglied des Beirats der Friedrich-Naumann-Stiftung für die Freiheit. 2006 gründete er zusammen mit Liane Knüppel, Hartmut Knüppel, Daniel Bahr, Gisela Piltz, Joachim Stamp und Johannes Vogel den Verein Netzwerk 80 e. V. als Zusammenschlusses aller Bundesvorstandsmitglieder und Bundesgeschäftsführer der Jungen Liberalen seit 1980.

## Abgeordneter
Hans-Joachim Otto, der im Wahlkreis Frankfurt am Main III kandidiert hatte, aber über die FDP-Landesliste gewählt worden war, war von 1983 bis 1987 Mitglied des Hessischen Landtages und gehörte von 1997 bis 1998 der Stadtverordnetenversammlung von Frankfurt am Main an. Otto war erstmals von 1990 bis 1994 und erneut von 1998 bis 2013 Mitglied des Deutschen Bundestages. Hier war er von 1998 bis 2005 Sprecher der FDP-Bundestagsfraktion für Kultur und Medien. Von November 2005 bis 2009 war er Vorsitzender des Ausschusses für Kultur und Medien des Deutschen Bundestages. Von 2009 bis Dezember 2013 war er Maritimer Koordinator; sein Nachfolger wurde Uwe Beckmeyer (SPD).
Er zog stets über die Landesliste Hessen in den Bundestag ein.
Hans-Joachim Otto engagierte sich mit weiteren Bundestagsabgeordneten, wie Heinrich Kolb, Peter Danckert, Friedrich Merz, gegen die Offenlegung der Höhe der Nebeneinkünfte der Parlamentsabgeordneten. Er klagte im Oktober 2006 beim Bundesverfassungsgericht gegen die Veröffentlichung der Höhe seiner Nebeneinkünfte mit Hinweis auf seine Tätigkeit als Rechtsanwalt und Notar, da er gegenüber seinen Mandanten an die Schweigepflicht gebunden sei. Unter den Klägern befinden sich mehrheitlich freiberuflich als Rechtsanwalt tätige Abgeordnete, die in der Offenlegung der Höhe der Nebeneinkünfte einen Wettbewerbsnachteil gegenüber Konkurrenten aus der freien Wirtschaft sehen. Die Klage wurde am 4. Juli 2007 vom Bundesverfassungsgericht abgewiesen. Kritiker der Klage sehen darin eine Stärkung der Intransparenz politischer Mandatsträger.
Zur Bundestagswahl 2009 bewarb sich Hans-Joachim Otto als „Anwalt der Tüchtigen“ (Plakat-Slogan). Zur Bundestagswahl 2013 unterlag er in der Abstimmung um Platz 3 der hessischen Landesliste dem Parteikollegen Björn Sänger.
Unterlagen über Ottos Abgeordnetentätigkeit befinden sich im Archiv des Liberalismus der Friedrich-Naumann-Stiftung für die Freiheit in Gummersbach.

## Sonstiges Engagement
Hans-Joachim Otto war Mitglied im in verschiedener Gremien wie dem Kuratorium der Stiftung Denkmal für die ermordeten Juden Europas, dem Stiftungsrat der Stiftung Berliner Schloss – Humboldt-Forum oder dem Exekutivbeirates der Nationalen Initiative für Internet-Sicherheit (NIFIS). Bei RTL war Otto Mitglied im Programmausschuss und beim von 2006 bis 2010 aktiven Radiosender Main FM saß er im Programmbeirat. Zudem war er bei der Frankfurter Volksbank in der Vertretersammlung tätig sowie Mitglied im Beirat der True Sale International. Weiterhin war Otto auch Mitglied im Fachausschuss Kultur der Deutschen UNESCO-Kommission, im Aufsichtsrat des FSV Frankfurt und im Vorstand der Gesellschaft der Freunde und Förderer des Jüdischen Museums.

## Ehrungen und Auszeichnungen
- 17. März 2009: Wenzel-Jaksch-Medaille des Bundes der Vertriebenen
- 15. Dezember 2010: Verdienstorden der Bundesrepublik Deutschland (Verdienstkreuz am Bande)
- 2010: Ehrendoktorwürde Dr. iur. h. c. der Katholischen Fu-Jen-Universität (Taiwan)
- 2013: Orden des Marienland-Kreuzes (II. Klasse) (Estland)